# Hieracium coriarium
Hieracium coriarium es una especie de planta con flor del género Hieracium, de la familia Asteraceae, orden Asterales.

## Distribución
Hieracium coriarium se distribuye por Noruega y Suecia.

## Taxonomía
Fue descrita científicamente por Johanss. Fue publicada en Ark. Bot. 9(1): 101 (1909).